# Valle-di-Rostino
Valle-di-Rostino é uma comuna francesa na região administrativa de Córsega, no departamento da Alta Córsega. Estende-se por uma área de 15,6 km². 